# Suchoprion
Suchoprion là một chi archosauria bị nghi ngờ sống vào thời kỳ Trias muộn tại Bắc Mỹ. Nó từng được cho rằng là khủng long.